# Crocidura polia
Crocidura polia är en däggdjursart som beskrevs av Hollister 1916. Crocidura polia ingår i släktet Crocidura och familjen näbbmöss. IUCN kategoriserar arten globalt som otillräckligt studerad. Inga underarter finns listade i Catalogue of Life.
Arten förekommer i nordöstra Kongo-Kinshasa. Landskapet där är en blandning av regnskogar och savanner.
Mått är bara kända från den individ som användes för artens beskrivning (holotyp). Den var 130 mm lång, inklusive en 72 mm lång svans och den hade 13 mm långa bakfötter samt 9 mm långa öron. Pälsen på kroppen är gråbrun med en lite ljusare undersida och vissa ställen på ovansidan har en silvergrå skugga. Kännetecknande är håren på svansen. De är främst svartbruna och korta men de blir längre och ljusare vid svansens slut och bildar där en vit tofs. Av de tre enkelspetsiga tänderna efter framtanden den första störst.